# Michael Seresin
Michael Stephen Seresin, ONZM (* 17. Juli 1942 in Wellington, Neuseeland) ist ein neuseeländischer Kameramann und Filmregisseur.

## Leben
Seresin gab 1972 in The Ragman’s Daughter sein Kameradebüt. Eine längere Zusammenarbeit verbindet ihn mit Regisseur Alan Parker, für den er seit Bugsy Malone (1976) bei neun Filmen hinter der Kamera stand. Für Parkers Die Asche meiner Mutter wurde er 2000 für den BAFTA Award in der Kategorie Beste Kamera nominiert, konnte aber nicht gewinnen. In dem Fantasyspektakel Harry Potter und der Gefangene von Askaban (2004) übernahm er für Regisseur Alfonso Cuarón die Kamera.
1988 drehte Seresin als Regisseur den Film Homeboy, 2006 gab er sein Schauspielerdebüt als Custodian in dem Tanzfilm Step Up.

## Filmografie

### Als Kameramann
- 1972: The Ragman’s Daughter – Regie: Harold Becker
- 1976: Schinken mit Ei (Attention les yeux!) – Regie: Gérard Pirès
- 1976: Computer morden leise (L’ordinateur des pompes funèbres) – Regie: Gérard Pirès
- 1976: Bugsy Malone – Regie: Alan Parker
- 1977: Schlafende Hunde (Sleeping Dogs) – Regie: Roger Donaldson
- 1978: 12 Uhr nachts – Midnight Express (Midnight Express) – Regie: Alan Parker
- 1980: Jeanies Clique (Foxes) – Regie: Adrian Lyne
- 1980: Fame – Der Weg zum Ruhm (Fame) – Regie: Alan Parker
- 1982: Du oder beide (Shoot the Moon) – Regie: Alan Parker
- 1984: Birdy – Regie: Alan Parker
- 1987: Angel Heart – Regie: Alan Parker
- 1990: Komm und sieh das Paradies (Come See the Paradise) – Regie: Alan Parker
- 1996: City Hall – Regie: Harold Becker
- 1998: Das Mercury Puzzle (Mercury Rising) – Regie: Harold Becker
- 1999: Die Asche meiner Mutter (Angela's Ashes) – Regie: Alan Parker
- 2001: Tödliches Vertrauen (Domestic Disturbance) – Regie: Harold Becker
- 2003: Das Leben des David Gale (The Life of David Gale) – Regie: Alan Parker
- 2004: Harry Potter und der Gefangene von Askaban (Harry Potter and the Prisoner of Azkaban) – Regie: Alfonso Cuarón
- 2006: Paris, je t’aime (Segment Parc Monceau) – Regie: Alfonso Cuarón
- 2006: Step Up – Regie: Anne Fletcher
- 2010: All Beauty Must Die (All Good Things) – Regie: Andrew Jarecki
- 2014: Planet der Affen: Revolution (Dawn of the Planet of the Apes) – Regie: Matt Reeves
- 2017: Planet der Affen: Survival (War for the Planet of the Apes) – Regie: Matt Reeves
- 2018: Mogli: Legende des Dschungels (Mowgli: Legend of the Jungle) – Regie: Andy Serkis
- 2021: Gunpowder Milkshake

### Als Regisseur
- 1988: Homeboy